# Philipp H. Külb
Philipp H. Külb (vollständiger Name Philipp Hedwig Külb, * 14. März 1806 in Mainz; † 5. November 1869 ebenda) war ein deutscher Bibliothekar, Archivar, Autor und Übersetzer.

## Leben
Philipp H. Külb besuchte von 1818 bis 1825 das Theologische Seminar in Mainz und studierte anschließend Klassische Philologie und Geschichte an der Ludwigs-Universität Gießen. Während des damals üblichen dreijährigen Studiums (Triennium) gehörte er dem philologischen Seminar an. Seine Interessen galten aber vor allem der neueren Geschichte und den romanischen Sprachen. Nach dem Examen kehrte er 1828 nach Mainz zurück und vertiefte dort seine historischen Studien an der Stadtbibliothek. Ab 1829 arbeitete er dort als Gehilfe für den erkrankten Stadtbibliothekar Friedrich Lehne (1777–1836). 1833 wurde Külb offiziell angestellt und 1835 an der Universität Gießen zum Dr. phil. promoviert. Nach Lehnes Tod 1836 wurde Külb zu dessen Nachfolger ernannt und wirkte seitdem als Stadtarchivar und -bibliothekar am Stadtarchiv Mainz und an der Stadtbibliothek. Im März 1869 trat er nach 33 Dienstjahren in den Ruhestand und starb wenige Monate später.
Neben seinen Amtsgeschäften entfaltete Külb eine beachtliche schriftstellerische Tätigkeit. Er gab beispielsweise die gesammelten Schriften seines Vorgängers Lehne heraus (1836–1839) und beschäftigte sich mit der Geschichte des Buchdrucks. Im Vorfeld des 400-jährigen Jubiläums der Erfindung des Buchdrucks durch Johannes Gutenberg veröffentlichte er 1837 ein populärwissenschaftliche Geschichtswerk darüber. Später verfasste er historische Darstellungen zur Weltgeschichte, darunter seine Länder- und Völkerkunde in Biographien (1846–1852) und seine Reihe Die Reisen der Missionäre, in der er in mehreren Bänden die Geschichte der Missionsreisen in der Mongolei und in Afrika behandelte.
Als Übersetzer war Külb bereits in jungen Jahren vorgetreten. 1833 gab er Übersetzungen der französischen Dramas Lucrezia Borgia und Marie de Tudor von Victor Hugo heraus, die einige Jahre darauf in die deutsche Gesamtausgabe der Schriften Victor Hugos aufgenommen wurden. Später übersetzte Külb vor allem Reiseliteratur und kirchengeschichtliche Darstellungen aus dem Portugiesischen, Spanischen und Italienischen. Aus dem Lateinischen übersetzte er die Naturgeschichte des älteren Plinius (1840–1877) und die Schriften des heiligen Bonifatius (1859). Die Plinius-Übersetzung war sein anspruchsvollstes Unternehmen. Die Übersetzung des 37 Bücher umfassenden enzyklopädischen Werks, das damals noch nicht in einer abschließenden kritischen Ausgabe vorlag, bereitete wegen der Vielzahl der darin enthaltenen naturwissenschaftlichen, historischen, geographischen und physikalischen Einzelheiten besondere Probleme. Entsprechend zurückhaltend waren die Reaktionen auf Külbs Übersetzung, die von 1840 bis 1853 in mehreren Bänden erschien. Külb schloss das Werk mit einem umfangreichen geographischen, ethnographischen und statistischen Register ab, das in fünf Teilen von 1864 bis 1877 erschien.

## Schriften (Auswahl)
- Geschichte der Erfindung der Buchdruckerkunst. Eine für Jedermann verständliche kurze Darstellung der durch die neusten Forschungen gewonnenen Resultate. Mainz 1837
- Reisebilder für die Jugend. Mainz ohne Jahr (etwa 1840)
- Länder- und Völkerkunde in Biographien. 4 Bände, Berlin 1846–1852
- Geschichte der Missionsreisen nach der Mongolei während des dreizehnten und vierzehnten Jahrhunderts. 3 Bände, Regensburg 1860
- Geschichte der Missionsreisen nach Afrika vom Anfange des sechzehnten bis zum Ende des achtzehnten Jahrhunderts. 4 Bände, Regensburg 1861–1863

Übersetzungen
- Lucrezia Borgia. Drama von Victor Hugo. Mainz 1833
- Cajus Plinius Secundus Naturgeschichte. 39 Bändchen, Stuttgart 1840–1877 (Römische Prosaiker in neuen Uebersetzungen 155–159, 167, 172, 174, 177–180, 183, 185, 187–188, 190, 192–194, 196, 198–202, 204, 207, 209–211, 213, 215, 239–242)
- Geschichte der Entdeckung und Eroberung Peru’s von Francisco de Xerez, Pizarro’s Geheimschreiber. Aus dem Spanischen von Dr. Ph. H. Külb. Nebst Ergänzung aus Augustins de Zarate und Garcilasso’s de la Vega Berichten. Stuttgart/Tübingen 1843
- P. Joachim Ventura: Die christliche Politik. Conferenzen, gehalten in der kaiserlichen Kapelle der Tuilerien während der Fastenzeit des Jahres 1857. Mit einer Einleitung von Louis Veuillot. Aus dem Französischen. Kirchheim, Mainz 1858
- Sämtliche Schriften des Heiligen Bonifacius, des Apostels der Deutschen. 2 Bände, Regensburg 1859
- Fernao Mendez Pinto’s abenteuerliche Reise durch China, die Tartarei, Siam, Pegu und andere Länder des östlichen Asiens. Jena 1868 (Bibliothek geographischer Reisen und Entdeckungen älterer und neuerer Zeit 2)

Herausgeberschaft
- Fr. Lehne’s, Professors und Stadtbibliothekars zu Mainz, gesammelte Schriften. 5 Bände in 6, Mainz 1836–1839